# Johann Ludwig Graf Schwerin von Krosigk
Johann Ludwig (Lutz) Graf Schwerin von Krosigk, urodzony jako Johann Ludwig von Krosigk (ur. 22 sierpnia 1887 w Rathmannsdorf (dziś Staßfurt), zm. 4 marca 1977 w Essen) – polityk niemiecki, zbrodniarz nazistowski.

## Życiorys
Urodził się w Rathmannsdorf w Anhalcie jako Johann Ludwig von Krosigk. Po śmierci rodziców został adoptowany przez wuja Adolfa Schwerina. W 1925 przyjął nazwisko Schwerin von Krosigk. Studiował w Lozannie i Oksfordzie w latach 1905–1907. W Halle zdał egzamin państwowy z prawa. I wojnę światową ukończył w stopniu porucznika. W 1919 rozpoczął pracę w nowo utworzonym Ministerstwie Finansów.
W rządzie Franza von Papena od 1932 był ministrem finansów; później na prośbę Hindenburga pozostał w rządzie von Schleichera. Po przejęciu władzy przez NSDAP pozostał na tym stanowisku do 1945 r. W 1937 Hitler odznaczył go Złotą Odznaką Partyjną NSDAP i przyznał mu honorowe członkostwo. Otrzymał legitymację członka NSDAP o numerze 3805231.
Po samobójczej śmierci Josepha Goebbelsa, prezydent III Rzeszy Karl Dönitz (wyznaczony bez podstaw prawnych przez Adolfa Hitlera na swojego następcę w charakterze głowy państwa) desygnował go na stanowisko kanclerza Niemiec, jednak Schwerin von Krosigk odmówił objęcia tego urzędu. Został ministrem spraw zagranicznych, ministrem finansów i „kierującym ministrem” z władzą kanclerza. Urząd pełnił od 1 do 23 maja 1945 roku we Flensburgu (który był jednocześnie siedzibą prezydenta, rządu i Naczelnego Dowództwa Wehrmachtu), kiedy to on i jego rząd zostali aresztowani przez Brytyjczyków, na żądanie Sowietów. Za formalny koniec jego (z punktu widzenia niemieckiego prawa i tak niebyłego) urzędowania można uznać przejęcie 5 czerwca 1945 r. władzy najwyższej nad Niemcami przez głównodowodzących wojsk alianckich (patrz: Sojusznicza Rada Kontroli Niemiec). Po aresztowaniu był przetrzymywany w przerobionych na więzienie koszarach Flak-Kaserne Ludwigsburg. Skazany na 10 lat więzienia w tzw. procesie ministerstw, zwolniony w 1951 roku.
Posiadał arystokratyczny tytuł hrabiego (grafa).

## Rząd Schwerin von Krosigka
- Johann Ludwig Graf Schwerin von Krosigk – tymczasowy kanclerz Rzeszy (Leitender Minister), minister spraw zagranicznych, minister finansów
- dr Wilhelm Stuckart – minister spraw wewnętrznych i kultury
- Albert Speer – minister gospodarki i produkcji
- dr Herbert Backe – minister gospodarki żywnościowej, rolnictwa i leśnictwa
- dr Franz Seldte – minister pracy i spraw socjalnych
- dr Julius Dorpmüller – minister transportu i poczty
- Otto Georg Thierack – minister sprawiedliwości
- feldmarszałek Wilhelm Keitel – tytularny minister wojny (do 13 maja 1945 r.)
- gen. płk Alfred Jodl – tytularny minister wojny (od  13 do 23 maja 1945 r.)